# If God Is Willing and Da Creek Don't Rise
Pour plus de détails, voir Fiche technique et Distribution.
If God Is Willing and Da Creek Don't Rise est un film documentaire américain réalisé par Spike Lee, sorti en 2010. Il est la suite de When the Levees Broke : A Requiem in Four Acts et revient sur les conséquences de l'ouragan Katrina.

## Fiche technique
- Titre original : If God Is Willing and Da Creek Don't Rise
- Réalisation : Spike Lee
- Pays d'origine : États-Unis
- Format : Couleurs - 35 mm
- Genre : documentaire
- Durée : 255 minutes
- Date de sortie : 2010

## Distribution
- Shelton Shakespear Alexander, rappeur et poète
- Terence Blanchard, musicien de jazz
- Kathleen Babineaux Blanco, ancien gouverneur de Louisiane (2004–2008)
- Douglas Brinkley, professeur d'histoire à l'Université Tulane
- Bobby Jindal, gouverneur de Louisiane (2008–present)
- Mitch Landrieu, maire de La Nouvelle-Orléans (2010–présent)
- Phyllis Montana LeBlanc, actrice
- Marc Morial, ancien maire de La Nouvelle-Orléans (1994–2002)
- Ray Nagin, ancien maire de La Nouvelle-Orléans (2002–2010)
- Annise Parker, maire de Houston, Texas (2010–présent)
- Sean Penn, acteur
- Wendell Pierce, acteur
- Brad Pitt, acteur
- Garland Robinette, journaliste